# Вильтзак, Анатолий Иосифович
Анато́лий Ио́сифович Вильтза́к (29 августа 1896, Вильна — 15 августа 1998, Сан-Франциско) — артист балета, педагог и хореограф. С 1915 по 1921 год — артист Мариинского театра, после эмиграции из России с 1921 по 1925 год был солистом «Русского балета Дягилева». Супруг балерины Людмилы Шоллар, брат советских артистов Николая и Валентины Вильтзак.

## Биография
В 1915 году, после окончания Императорского театрального училища по классу Михаила Фокина, был принят в балетную труппу Мариинского театра, где танцевал до 1921 года. Кроме хорошей танцевальной техники обладал даром комедийного актёра. Был партнёром Матильды Кшесинской.
В 1921 году вместе с женой Людмилой Шоллар эмигрировал из Советской России. Был принят в «Русский балет Дягилева», где стал партнёром Карсавиной и Спесивцевой. В 1924 г. исполнял главные партии в балетах Нижинской «Лани» и «Докучные».
В 1925 году поддержал забастовку кордебалета, потребовавшего увеличения жалования. Дягилева возмутило то, что забастовка была объявлена за несколько часов до начала спектакля, и контракт с Вильтзаком, отказавшимся выходить на сцену, был расторгнут:147.
С 1926 по 1927 выступал в Буэнос-Айресе, на сцене театра Колон. В сезоне 1928 года работал в труппе Иды Рубинштейн, куда его вместе с женой пригласила Бронислава Нижинская. Был партнёром Рубинштейн в премьерном спектакле её труппы — «Болеро» Равеля, показанном на сцене Парижской Оперы.
Участвовал в постановках Курта Йосса в парижском театре Могадор, танцевал в лондонском Колизеуме. Вместе с балериной Тамарой Карсавиной организовал собственную компанию Карсавиной—Вильтзак.
С 1932 по 1934 год был балетмейстером в Риге, затем танцевал в спектаклях Русской оперы в Париже и в составе труппы «Русский балет Монте-Карло». В 1936 году переехал в Нью-Йорк, где выступал в постановках Джорджа Баланчина на сцене театра Метрополитен-опера.

### Педагогическая деятельность
Закончив карьеру танцовщика, Вильтзак полностью посвятил себя педагогике балета. Преподавал в Школе американского балета, где занимался со старшими учениками, в то время как его жена учила детей младшего и среднего возраста:371. Кроме того, в 1940 году вместе с супругой открыл собственную балетную школу, просуществовавшую до 1946 года. В 1945 году вместе с женой подготовил с Ниной Юшкевич партию Авроры для её дебюта в Балете Сан-Франциско. С 1966 года преподавал в школе Балета Сан-Франциско.
Свой последний балетный класс Вильтзак дал в 1996 году, в возрасте ста лет. Будучи прекрасным педагогом, он воспитал несколько поколений американских танцовщиков, передавая ученикам основы и традиции русской балетной школы. Среди учеников Вильтзака — Нина Новак (Nina Novak), Светлана Берёзова, Николай Полаженко, Фернандо и Алисия Алонсо. Во время гастролей «Русского балета Монте-Карло» в Америке многие танцовщики — и солисты, и артисты кордебалета — каждое утро приходили на урок к Вильтзаку.
Как хореограф создал балеты «Король Генрих III» и «Грустный вальс» на музыку Сибелиуса (для Николая Полаженко, Карнеги-холл).

### Семья
Брат Анатолия, Николай Вильтзак, был артистом цирка, выступал в дуэте Бим-Бом (клоун Бом). Младшая сестра, Валентина Вильтзак, участвовала в создании хореографического училища в Тбилиси, преподавала в Ташкенте.
В 1921 году, перед отъездом из России, Вильтзак женился на балерине Людмиле Шоллар.

## Репертуар
Мариинский театр
- 28 ноября 1915 — Юноша*, «Эрос» Михаила Фокина (Девушка — Матильда Кшесинская, Эрос — Пётр Владимиров, Ангел — Фелия Дубровская)

Русский балет Дягилева
- 1920-е — Арлекин, «Карнавал» Михаила Фокина[3]
- 1924 — «Докучные», «Лани» Брониславы Нижинской

Балет Иды Рубинштейн
- 22 ноября 1928, Гранд-Опера — «Болеро»* Брониславы Нижинской (вместе с Идой Рубинштейн)

(*) — первый исполнитель партии

## Постановки
- 1933, Латвийская опера, Рига — «Пульчинелла» Игоря Стравинского, декорации и костюмы Романа Сута (Пульчинелла — Нина Раевская, Розина — Валентина Блинова, Констанция — Рут Чанова, 1-й кавалер — Андре Эглевский)